# العلاج المتمركز حول الحل
مدرسة العلاج المتمركز حول الحل (بالإنجليزية: Solution focused brief therapy)‏ هي من أحدث الأساليب العلاجية المختصرة التي تتجه مُباشرة نحو الهدف النهائي الذي يسعى له العميل وهو الوصول إلى التوافق النفسي والاجتماعي مع الذات ومع البيئة المحيطة. تعود نشأتها إلى أوائل الثمانينات من القرن العشرين على يد العالم الأمريكي ستيف دي شازر، رئيس مركز العلاج الأسري بمدينة ميلواكي بولاية ويسكونسن الأمريكية. وقد اتنشرت طريقة العلاج المختصرة ولاقت صدى كبيرًا لدى الممارسين في مجال العلاج النفسي والخدمة الاجتماعية بسبب تطبيقاتها العملية وإسهامات الباحثين حول التقنيات التي تقدمها ومدى ملائمتها في التعامل مع الفئات الاجتماعية المختلفة. يتناول هذا الأسلوب العلاجي الحلول التي تساهم في القضاء على المشكلة أو التخفيف من حدتها أو التكيف مع إفرازاتها بدلًا من البحث عن الأعراض المرضية ولا عن العوامل التي ساهمت في نشأتها.
يتميز هذا الأسلوب العلاجي بالتركيز على المستقبل بدلًا من التركيز على الماضي والاستغراق فيه مع البحث عن الحلول بدلًا من التركيز على المشكلات، إضافة إلى التركيز على قدرات المتعالج أو المسترشد بدلًا من التركيز على نقاط ضعفه مع تعامله مع مشكلات الحياة اليومية بفاعلية مع عدم إجهاد المتعالج بجلسات طويلة.
يكون المتعالج هو من يُحدد أهداف العلاج ولا يفرض المعالج عليه ذلك عبر ربط الأهداف بالحلول للمشكلات التي يُعاني منها، مما يجعل عملية العلاج إيجابية، وتستند إلى قدرات المتعالج وإمكانياته مع مراعاة الظروف البيئية المحيطة. من المطلوب دائمًا إحداث تغيير لدى المتعالج، بشكل تدريجي، وصولًا للتغيير الجذري وحل المشكلة أو التخفيف من اثارها وحدتها. وبذلك، يتم التركيز فعليًا على أسس حل المشكلة وتشجيع المتعالج على إدراك التغيرات التي سوف تحدث في حال تلاشيها. إضافة إلى عدم الإلحاح على استخدام حل بعينه، لم يكن قادرًا على إحداث أي تغيير بسيط، مع تشجيع المتعالج على تغيير الحل المقترح لمشكلته والبحث عن حلول أكثر فاعلية كن خلال زيادة وعي الفرد لقدراته وإمكانياته الخاصة في إيجاد العديد من الحلول المُتاحة.